# Miapetra Kumpula-Natri
Miapetra Susanna Kumpula-Natri, född 12 maj 1972 i Vasa, är en finländsk politiker (Socialdemokraterna). Hon har varit ledamot av Finlands riksdag 2003–2014 och på nytt sedan 2024. Först representerade hon Vasa valkrets och för tillfället representerar hon Nylands valkrets. Hon var ledamot av Europaparlamentet 2014–2024. Både i början och i slutet av den perioden behövde hon ersättas i Finlands riksdag. Harry Wallin ersatte henne i riksdagen 2014–2015 och Helena Marttila ersatte henne i riksdagen 2023–2024.
I riksdagsvalet 2023 blev Kumpula-Natri invald med 5 445 röster från Nylands valkrets men tog emot riksdagsmandatet först efter att ha avslutat mandatperioden i Europaparlamentet.